# 邓南二
邓南二（？—1351年）是元朝末年红巾军将领，新建（今江西省南昌市新建区）人。
邓南二是白莲教教徒，于是被元朝政府称之为妖人。至正十一年（1351年）十一月甲戌，邓南二在江西行省起兵响应徐寿辉的天完红巾军，率领部众攻打瑞州（今江西省高安市），被元朝瑞州总管禹苏福率领军队击败，将他擒获斩杀。